# Kurzentrum Ludwigstorff
Koordinaten: 48° 8′ 14″ N, 16° 54′ 17″ O
Das Kurzentrum Ludwigstorff in der niederösterreichischen Marktgemeinde Bad Deutsch-Altenburg ist ein Thermen- und Kurkomplex und auch unter dem Namen Therme Carnuntum bekannt.

## Geschichtliche Entwicklung
Die bereits in vorrömischer Zeit bekannte Mineralquelle wurde ab 80 nach Christus von den Römern gefasst und eine Thermenanlage in der Stadt Carnuntum aufgebaut. Die Quellen gelangten 809 in den Besitz Karls des Großen. Während der Ersten Wiener Türkenbelagerung wurde das auch im Mittelalter frequentierte Heilbad verwüstet und zerstört. Am 1. Juni 1549 wurde die Bewilligung zum Wiederaufbau des Wildbades zu Deutsch-Altenburg erteilt. Der Leibarzt des Kaisers Ferdinand II, Johann Wilhelm Mannagetta, verfasste 1634 das Ludwigsdorffische Badbuch, von dem 1710 die 2. Auflage und 1758 die 3. Auflage erschien und in dem die Quelle und deren chemische Eigenschaften, die Wirkung des Heilwassers und die medizinischen Indikationen beschrieben wurden. Das Bad Deutsch-Altenburg wurde zum Hofbad ernannt.
Im Jahr 1683 wurde das Heilbad während der Zweiten Wiener Türkenbelagerung unter dem Befehl von Kara Mustafa Pascha erneut zerstört. Johann Rudolf Freiherr zu Ludwigstorff übernahm 1706 die Grundherrschaft von Deutsch-Altenburg zusammen mit den zerstörten Badeanlagen und der Mineralquelle, die im Polhaimischen Badebuch und 1777 im balneologischen Buch Die Gesundbrunnen der österreichischen Monarchie ausführlich beschrieben wurde. Zu Beginn des 19. Jahrhunderts war das Heilbad marode, und nach einem Brand im Badehaus im Jahr 1826 war der Kurbetrieb nahezu erloschen.
Auf die Initiative des Freiherrn wurde 1843 begonnen, ein neues Kurzentrum zu errichten. Dazu wurde der römisch gefasste Quellschacht weiter vertieft und ein Schöpfwerk eingebaut. Ein modernes Kur- und Badezentrum mit einer Wannenbadabteilung ergänzte das therapeutische Angebot um die Heilquelle. Im Jahr 1826 wurde das Kurhaus durch einen Brand vernichtet. Zu Schäden führten auch immer wieder Hochwasser der nahe liegenden Donau. Bis zu der Aufhebung der Grundherrschaften im Jahr 1848 blieb es im Besitz der Familie Ludwigstorff.
Während des Ersten Weltkrieges wurde von der niederösterreichischen Landeskommission mit dem Eigentümer des Jod-Schwefelbades in Bad Deutsch-Altenburg, Graf Anton Ludwigstorff, ein Vertrag zur orthopädischen Nachbehandlung erkrankter Frontkämpfer geschlossen.
Um den steigenden Bedarf an Heilwasser nach dem Zweiten Weltkrieg zu decken, wurde der alte Quellschacht restauriert und auf sechs Meter vertieft. Südlich des Kurhauses wurde 1959 ein weiterer Brunnen, der 20 Meter tiefe Kaiserbadbrunnen, abgeteuft. Zur ausreichenden Versorgung des Kurzentrums Ludwigstorff mit Heilwasser entschloss man sich 1962, eine 134-Meter-Bohrung, den sogenannten. Direktionsbrunnen (Therme Carnuntum), niederzubringen.
Aufgrund der jodhaltigen Schwefelquelle ist das Kurzentrum für Kur- und Rehabilitationsaufenthalte bei Erkrankung des Bewegungsapparates und Hauterkrankung geeignet. Der Jod-Schwefel-Gehalt dürfte der höchste einer österreichischen Quelle sein. Daneben ist das Kurzentrum heute auch ein regionales Wellnesszentrum.

## Heilquellen und Thermalbrunnen
Die Heilquellen von Bad Deutsch-Altenburg befinden sich regionalgeologisch betrachtet im Ostteil des Wiener Beckens, das hier von den Hainburger Bergen gebildet wird. Den Kern der Hainburger Berge bildet ein Granit, der im Bereich von Bad Deutsch-Altenburg von nach Westen einfallenden paläozoischen Schiefern und Ergussgesteinen und mitteltriassischen, gebankten Kalksteinen und Dolomiten sowie neogenen Sedimenten überlagert wird.
Kalte Oberflächenwässer versickern in die Tiefe, werden mineralisiert und aufgeheizt und können in den wasserwegsamen  Karbonatgesteinen zirkulieren. Als Quelle des hohen Schwefelgehaltes der Heilquelle wird die Auslaugung der Anhydrite des obertriassischen Keupers angesehen, die in der Umgebung die mitteltriassischen Karbonatgesteine überlagern.
Das Mineralwasser besitzt eine Quelltemperatur von 24 °C bei einer Gesamtmineralisation von 3,761 g/l und wird daher als jodhaltige Natrium-Calcium-Chlorid-Hydrogenmineraltherme mit hohen Gehalten an Spurenelementen (1,5 mg/l Lithium; 6,8 mg/l Strontium, 4,9 mg/l Bor, 5,9 mg/l Fluor, 3,6 mg/l Brom, 1,3 mg/l Jod) klassifiziert.